# 西村力弥
西村 力弥（にしむら りきや、1909年（明治42年）10月22日 - 1985年（昭和60年）5月6日）は、昭和期の教育者、労働運動家、政治家。衆議院議員。

## 経歴
山形市出身。1929年（昭和4年）山形県師範学校を卒業した。小学校訓導となり、農業、自由労働者、役場書記などを経て、再び小学校教員に就任。全教協最高闘争委員、全官公共闘委員会渉外部長、山形県教員組合執行委員長、山形県官公労働組合会議議長などを務めた。
1952年（昭和27年）10月、第25回衆議院議員総選挙で山形県第1区から社会党左派公認で出馬して初当選し、以後、第29回総選挙まで連続して再選され、衆議院議員に連続5期在任した。この間、日本社会党出版部副部長、同軍事基地委員会事務局長、同軍事基地対策特別委員長、同社会主義理論委員会副委員長、同党両院議員総会副会長、原水爆禁止日本協議会顧問、日本平和委員会常任理事、山形県労農会議議長、山形日中貿易社長などを務めた。その後、第30回、第31回総選挙に立候補したが、いずれも落選した